# Çaltılı, Hafik
Çaltılı là một xã thuộc huyện Hafik, tỉnh Sivas, Thổ Nhĩ Kỳ. Dân số thời điểm năm 2011 là 49 người.